# 藤咲理香
藤咲 理香（ふじさき りか、9月14日生）は、日本のモデル、レースクイーン、タレント。
アメリカ合衆国生まれの帰国子女。私立雙葉高等学校卒業および国費留学により州立MINOT HIGH SCHOOL(ND,USA)卒業。国立東京外国語大学外国語学部スペイン語学科卒業。第一種中学・高校英語教員免許および第一種中学・高校スペイン語教員免許・英検準1級・スペイン語検定3級・秘書検定2級・第一種自動車運転免許・3級アマチュア無線技士・マルチメディア検定3級・MiniCad操作技能認定証・Macintoshユーザー技能検定C級・スキューバダイビングNAUIアドバンスドダイバー・取得。猿若流日本舞踊名取、裏千家茶道免状、国風華道皆伝。

## 略歴・人物
- 愛知県名古屋市出身の両親の間に出生[4]。妹が1人いる[1]。
- 3歳よりピアノを学び、6歳より戸崎裕子に師事し、声楽を学ぶ。ドイツ・ロシアに国賓として演奏旅行に招聘、各地の劇場ホール・教会にてコンサートを開く[5]。
- 小学生の頃よりパソコンを使いこなし、パソコン通信の時代からのネット通[6]。マルチメディア検定3級・MiniCad 操作技能認定証・Macintoshユーザー技能検定C級を取得。
- 中学2年（14歳）の頃にモデルを始め[7]、ミスキャンパス／ミス日本受賞を機に本格的なタレント活動を開始。SUPER耐久レースを中心にレースクイーンとして活動する一方、自作ホームページ「藤咲理香オフィシャルサイト」を立ち上げ、ネットアイドルとしても活動開始。また「橘里香」の芸名で明治座アカデミー主催の舞台に出演したこともある[1]。
- 中学高校時代は英語劇部に所属。米国留学中には演劇のコースをとり、同時に劇団にも所属。米国にて賞の受賞経験あり[8]。
- 語学に堪能で、英語・スペイン語はネイティブ[9]。ほかに広東語[10]やドイツ語も詳しい[11]。
- 活字中毒を自認しており、図書館に住むのが夢。読書の傾向は哲学書から漫画までのあらゆるジャンルに及ぶ。
- 自動車評論家のまるも亜希子と仲が良く、まるもからプレゼントされたレーシングスーツを着てジムカーナに参戦したこともある[12]。またRQ仲間でもある鈴々木保香や山田南美とも交流が深い[13]。
- 特技はベリーダンスと殺陣。
- 好きなアニメは『ケロロ軍曹』と『新世紀エヴァンゲリオン』と『ガンダムシリーズ』。
- 愛犬リーズ（ポメラニアン）は『Yes!プリキュア5GoGo!』のキャラクター「シロップ」のモデル[14]。

## 出演

### イメージガール・キャンペーンガール
- シルクロード イメージガール（広告・ポスターモデル、レースクイーン）
- EPSONキャンパスクラブ イメージガール（WEBにて連載・イベント出演など）
- @nifty チャットフォーラム イメージガール（サイト掲載）
- データシステム社イメージガール 「R-Spec Girl」（東京オートサロン出演・イメージビデオ）
- 渋谷系情報サイト 「Viva-ch」イメージガール 「Viva-ch Queen」（イベント出演、WEB・フライヤーモデルなど）
- フォトエキスポイメージガール 「撮ってもガールズ」（東京・大阪フォトエキスポ出演、出展ポスター、カレンダーなど）
- ニュージャパンキックボクシング連盟「NJKF」イメージガール＆ラウンドガール
- レース「アルファロメオ・チャレンジ」 イメージレースクイーン
- 美容院「Perms Hair」美容雑誌「原宿Un-Poquito」 キャンペーンガール（全日本ＧＴ選手権レースクイーン）
- @nifty パチンコ・パチスロフォーラム 「777@nifty」イメージガール「@777 Girls」（広告、イベントレポート、イベントモデル出演、イメージガール日記サイト掲載）
- IBC WORLD TOUR国際ビリヤードトーナメント イメージガール「ビリヤードクイーン」（イベント出演、プレス周りなど）
- 「オリエックス・ガール」「オリエックス琉球もろみ酢」イメージガール
- 「Vテックガール」ホンダVテックエンジン イメージガール
- サントリー洋酒部門キャンペーンガール「Bar Party Girls」（ポスターなど）
- NTTコミュニケーションズ「ドットフォン・パーソナル」キャンペーンガール「Vガールズ」
- 雑誌「でちゃう!」（トリプルa企画）イメージガール 「でちゃうガールズ」
- 携帯サイト「まんさい」イメージガール「まんさいギャルズ」
- 釣り具「タックルベリー」イメージガール「ベリーガールズ」
- ダンス世界選手権イメージガール＆映画プロモーションガール 「Shall We Dance?girl」
- 湘南ブロードバンド放送局「e-genki」イメージガール「e-genki girls」
- 「チーズケーキファクトリー」キャンペーンガール
- 「α-sight」イメージモデル
- 「ヌーボサンテ」イメージキャラクター&ビューティーアドバイザー
- 「HONDA DREAM MATE」
- 太田哲也ドライビングスクール イメージガール＆レースクイーン
- Zummy Racing イメージガール＆レースクイーン
- シルクロード・イメージアップガール グランプリ

### レースクイーン
- SUPER耐久レース
  - 「ARGO研究所レーシングチーム」メインレースクイーン＆マスコットガール
  - PIT ABIKO OBERON読売理工DC5 「ミスオベロン娘 Featuring by 藤咲理香」キャンギャル兼チーム監督
  - オベロン・トップシークレット 「ミスオベロン娘 Produced by 藤咲理香」レースクイーン＆プロデューサー
  - 「RCB」レースクイーン 「ユニティー・クイーンズ」メインレースクイーン
  - トレイシースポーツ レースクイーン
- 鈴鹿8時間耐久レース
  - 「Team B-project with AutoZone」レースクイーン
  - 「36レーシングK&Y×YUKKY!」サンロクギャル＆「VEGA SPORTS」ACデルコギャル
- パワーボート
  - アサヒキコー ローズカップ レースクイーン
- フォーミュラトヨタ
  - 「ACTIVE PROTOWORKS」レースクイーン
- NetzCup
  - アルテッツア「TEAM CATS（三菱キャタピラ）」レースクイーン
- 全日本GT選手権
  - 「シグマテック・レーシングチーム」レースクイーン
  - 「TEAM LEYJUN」メインレースクイーン
- 十勝24時間耐久レース
  - 「チーム十勝」レースクイーン
- 「アルファ・ロメオ・チャレンジ」イメージレースクイーン
- メディア対抗4時間耐久ロードスターレース
  - 「GENROQ」ギャル
- フォーミュラ・ニッポン
  - 「TEAM22」レースクイーン
- 全日本カートレース&アジアパシフィック
  - 「Team A Project」レースクイーン
- 二輪
  - 「Mプロジェクト」レースクイーン
  - 「BMW モトラット」レースクイーン
- SUPER GT
  - 「チーム アークテック・モータースポーツ」レースクイーン「アークテックキットエンジェル」
  - 「TEAM 外国屋」レースクイーン
- 「K4-GP」（フジ1000キロ）大会レースクイーン
- MINI MOTO 4HOURS 「福の助レーシング☆mixモニR☆大塚ペンキ」レースクイーン
- HONDA DREAM MATE 全日本選手権チーム「WING YOSHIDA CR」レースクイーン
- 太田哲也ドライビングスクール イメージガール＆レースクイーン
- Zummy Racing イメージガール＆レースクイーン

### ラウンドガール・格闘技出演
- 「サムライガール」 新格闘技・サムライ ラウンドガール（2001年）
- 「ウルレポガールズ」（キックボクシング団体「シルバーウルフ」主催「ウルフレボリューション」ラウンドガール
- 「FMWプロレス That'sエンタメレスリングショウ」 「藤咲秘書」役
- 「ニュージャパンキックボクシング連盟（NJKF）」イメージガール＆ラウンドガール
- プロレス「World Entertainment Wrestling（WEW）」出演
- 「エコライフフェア」電気事業連合会ブース プロレスショー ラウンドガール
- プロレス「ガッツ・ワールド」出演

### CM
- 社会保険庁「社会健康保険」
- 佐藤製薬「ストナ」
- 「NTTコミュニケーションズ（CM&VP）」
- 「スカパー!2のある家」内「画日記ヒーリング」（局CM ）
- 「NTTブローバ」
- 「ぱちんこイエローキャブ」イエローガールズCM
- 「サビーナ化粧品」 通りすがりのゴージャス役（メインキャラクター）CM&カタログなど
- 「ダイアナ」
- 「メモリアルアートの大野屋」
- 「DAIMARU」（メインキャラクター ）
- 「B-GAL」
- 「ヌーブラ」
- 「キューピ−コーワi」
- 産経新聞

### CF
- ポルシェ中古車「ラビット・コーポレーション」
- 「777@nifty」
- アメリカ中古車（ローライディング）「BUZZ FACTORY」
- アメリカン・カスタムカーブランド「STUDIO63」
- DHC化粧品「JJ」
- 美容室「Ku:」
- 「サビーナ化粧品」
- サントリー「カルーア」
- 「まんさい」
- 「ピュアリーウエブ」
- 「αサイト」
- 「ヌーボ・サンテ」
- 「バンブーニット」
- 「Laforet原宿」30周年記念

### テレビ
- 「愛のエプロン」エプロンガールズ（テレビ朝日系列）
- 「LIVE ON TV原石」原石ガールズ（テレビ東京系列）
- 「オーエンジェル」（スカパー!）
- 「2時ドキッ!」レースクイーンドキュメンタリー主役（関西テレビ）
- 「回復!スパスパ人間学〜女王蜂レースクイーン〜」（TBS系列）
- 「ここがヘンだよ日本人」美人VSブス レギュラー（TBS系列）
- 「ちゃんネプ〜恋するウフフ〜」第一期ウフフガールズ（テレビ朝日系列）
- 「ガチンコ!〜芸能人玉の輿学院〜」学院生レギュラー（TBS系列）
- 「イケ・チキ〜ザ・ジャッジ〜」コーナー&お宝ガールズ（TBS系列）
- 「TRY OUT!」第六期トラギャル（スカパー!）
- 「叶姉妹ファビュラス・ビューティー・コンテスト」（TBS系列）
- 「★愛と誠★〜ブーケをねらえ!〜」ジャッジガール（TBS系列）
- 「ラブセン!〜プロファイリングルーム〜」（TBS系列）
- 「サバコン」準レギュラー（日本テレビ系列）
- 「笑っていいとも!〜あなたの知ってるようで知らない世界〜」（フジテレビ系列）[15]
- 「くわまんのパチパチ☆パラダイム」レポーターレギュラー（スカパー!）
- 「必勝パチ塾」レポーターレギュラー（スカパー!）
- 「ジェネジャン」（TBS系列）
- 「Do! Watch」レポーター（千葉テレビ）
- 「おもいッきりイイ!!テレビ」（日本テレビ系列）

### テレビドラマ
- 月9ドラマ「パーフェクトラブ!」みさき役レギュラー（フジテレビ系列）
- 「快傑熟女!心配ご無用」再現ドラマ（TBS系列）
- 「編集王」（フジテレビ系列）
- 「JJママ!」タイトルバック（フジテレビ系列）
- 「HYPER ACCESS! Go Go HONDA」本能寺春香役レギュラー（スカパー!）
- 「天国に一番近い男世紀末スペシャル 」RQ役（日本テレビ系列）
- 「史上最悪のデート」サンバガール役（日本テレビ系列）
- 「行列のできる法律相談所」しのぶ役（主役）（日本テレビ系列）
- 「富豪刑事」バニーガール・アシスタント役（テレビ朝日系列）

### 映画
- 「極道甲子園」竹内力主演・初監督作品 コンパニオン役
- 「WILD CATS STRIP ROYAL」
- カンヌ映画祭出品作品「たからもの」

### 舞台
- 「東京バーリトゥードストリッパーズ」主催 「キャンディ」
- 「オフィス・ポロロッカ」主催 「柳生新陰流決闘録 兵法家伝」
- 「オフィス・ポロロッカ」主催 「トロピカルサンデー」
- 「郡司企画」主催ミュージカル 「Chance!2009」
- 「明治座アカデミー」主催「劇的組曲 嫁の条件 -今も昔も-」 - 琴次役（橘里香名義[1]）
- 「郡司企画」主催「真夏の夜の夢〜LOVE 2011〜」 - マリア役[16]

### ファッションショー
- ジュンコ・コシノ
- 「FASHION LIVE in VERFFARE」 香水AKARAショーモデル
- 「オリエンタルネイル」ネイルアーティスト浅井愛 専属ネイルモデル
- 「武市昌子杯 振り袖・留袖着付技術選手権」
- 「香港毛皮ショー」エース・ファー ショーモデル
- 高田陽子「バンブーニットショー」
- 「香港毛皮ショー」香港ファー ショーモデル

### イベント
- ビジネスショー
  - リコーブース 英語通訳コンパニオン
- ワールドPCエキスポ
  - ロータスブース ナレーターオペレーター
- 東京モーターショー
  - 現代自動車ブース モデル
  - ダンロップブース モデル
  - 日本ガイシブース ステージモデル
- シーテック
  - 日立ブース メインステージ メインMCモデル
- 東京オートサロン
  - アドミレーションブース モデル
  - パシフィック & GP-VIP CLUB & オルトペディアブース R&Dポルシェ モデル
  - トヨタブース ステージモデル
  - 風間オートサービスブース モデル
  - WALDブース モデル
  - トーヨータイヤブース 日本語＆英語 司会
  - ベンチャークラフトブース モデル
  - 湾岸ブース モデル
- 東京国際アニメフェア
  - テレビ東京 モデル
- パチンコ・パチスロ産業フェア
  - 西陣ソフィアブース モデル
- SANYOブース 介護浴槽「Harb」 展示会ステージモデル
- 大阪オートメッセ
  - トヨタブース ステージモデル
  - マリン・ザ・ボイスブース ステージモデル
- 東京ゲームショウ
  - グラビティブース メインステージMC
- オートギャラリー東京
  - ラビット・コーポレーション モデル
- インポートカーショー
  - ラビット・コーポレーション モデル
- ギフトショー
  - ドリームブース ステージモデル
- IFF(インターナショナル・ファッション・フェア)
  - エースファーブース フィッティングモデル＆通訳
- フィッシングショー
  - ヴァガボンドブース MCモデル

### ダンス
- 「ゴーゴー・ガールズ」（ビブロス「Rubber Night」）レギュラー
- 「ものまねバトル」バックダンサー（日本テレビ系列）
- 「BLOOM」（2005年、テレビ東京系列）
- 「大阪オートメッセ」 藤咲理香ベリーダンスステージ（三日×6回/日）
- 「うたばん」バックダンサー「アゲ↑アゲ↑ガールズ」（TBS系列）
- 「Love Pit Live」 ベリーダンスショー&イベント進行MC
- 政府系チャリティーイベント「美しい小鹿野町ライブ」 歌とベリーダンスのライブ

### 雑誌
- 「Super Gals Now」水着表紙モデル
- 「Hot Dog Press」
- 「WINDOWS G!GA」
- 「ネットアイドル大図鑑」
- 「WEB現代」デジタル美少女図鑑

### インターネット
- NTTブロードバンド「クイーンズ・パラダイス」 チャット番組レギュラー
- 湘南ブロードバンド放送局イメージガール＆番組レギュラー
- 「GyaO」原口あきまさの「だべり場」
- 「GyaO」きこうでんみさの「おまいら見るな」
- Yahoo!動画グラビアサイト「京都をんな物語」

### MC・ナレーション・パーソナリティ
- 渋谷INTI DJ 第四日曜日レギュラー
- 「学校デジタルライブラリー」、「デジタル大図鑑」ナレーションレギュラー（NHK教育）
- 「湘南ブロードバンド放送局」 レギュラー
- レインボータウンFM（79.2MH）「わくわくピットロード」パーソナリティ
- 「メガネハット」店頭用MC音源
- 日経ナビ 大学案内VP 「多摩大学」など
- 「アメフトワールドカップ'07」MC
- マレーシア観光庁 MC／司会
- 帝国電気製作所 ナレーター
- 「フィッシングショー」 ヴァガボンドブース ステージMC

### イメージビデオ・DVD
- 「R-Spec Girls year2000 Special Live」イメージビデオ（データシステム社）
- 「現役レースクイーンのプライベートショット レッグコンシャス Vol.2 藤咲理香」（オーケー出版）
- 藤咲理香ファーストDVD 「FRAGRANCE」 監督：高坂正樹、撮影：小池伸一郎（With ENTERPRISE）
- 「ワールド・エンターテイメント・プロレスWEW」DVD（シー・ディー・エヌ）
- セカンドソロDVD「レースクイーン妄想シアター 女教師編 藤咲理香」（メディア・サプライ）
- サードソロDVD「FUNNY BONDAGE」（ビーエムドットスリー）
- DVD「CAMGAL CLUB ATTENDANCE」
- ソロDVD「Girl to Love」
- ソロDVD「湯けむり温泉・旅美人」

### 写真集
- 「コスプレ レースクイーン写真集」（心交社）
- 「ネットアイドルデジタル写真集」（ビッグローブ）
- 「ネットアイドル&レースクイーン写真集」（心交社）
- 「VOGUE RACE QUEEN SPECIAL」 撮影：山岸伸 （株式会社コンパス）
- デジタル写真集

### トレーディングカード
- レースクイーントレーディングカード（ギャルパラ）
- レースクイーントレカ サイン入スペシャルバージョン レアトレカ（ハドソン）
- GTレースクイーントレーディングカード（A&S社）

### 連載
- 「EPSON」サイトにてイメージガールとして連載
- 「ドンドン」（日本ジャーナル出版）にてコラム「藤咲理香〜7つの顔を持つ女」（白黒1P）連載
- 「Melma!」のレースクイーンマガジン連載
- レースクイーンWEBサイト「IDOL ISLAND」メールマガジン連載
- @nifty パチンコ・パチスロフォーラム「777@nifty」イメージガール「777@Girls」としてWEBに日記＆新台レポート連載
- 「ヌーボ・サンテ」ホームページにて「藤咲理香のダイエット体験記」&「ビューティーコラム」連載

### その他
- カレンダー「SPECIAL RACE QUEEN 2002」 撮影：ez江崎 発売トライX
- レースクイーン等身大ポスター 撮影：佐藤健